# Seekers Ridge
Seekers Ridge ist ein Gebirgskamm im ostantarktischen Viktorialand. In der Explorers Range der Bowers Mountains ragt er an der Nordflanke des Morley-Gletschers auf.
Das New Zealand Antarctic Place-Names Committee benannte ihn in Anlehnung an die Benennung der Explorers Range (von englisch seeker ‚Suchender‘).